# أييوس بانتيليمون (أتيكي)
أييوس بانتيليمون (Άγιος Παντελεήμων) هي قرية في بلدية ماراثون في مقاطعة أتيكي في اليونان.
يبلغ عدد سكانها حوالي 1378 نسمة.